# Agnusdéi
Se llama agnusdéi a una moneda de vellón con mezcla de plata que hizo labrar el rey Juan I de Castilla. 
Tenía en el anverso la inicial del nombre del príncipe y en el reverso el cordero de San Juan Bautista. Valía un maravedí, es decir, nueve dineros, aun cuando no pesaba sino tres. Pero su valor se bajó en 1837 a seis dineros. La ley y el peso de ella variaron según los tiempos componiendo ya un real de plata, ya cinco de estas monedas, ya diez, ya diecisiete.